# Utica (Nebraska)
Utica és una població dels Estats Units a l'estat de Nebraska. Segons el cens del 2000 tenia 844 habitants.

## Demografia
Segons el cens del 2000, Utica tenia 844 habitants, 326 habitatges, i 222 famílies. La densitat de població era de 740,6 habitants per km².
Dels 326 habitatges en un 35,9% hi vivien nens de menys de 18 anys, en un 58,6% hi vivien parelles casades, en un 6,7% dones solteres, i en un 31,6% no eren unitats familiars. En el 29,4% dels habitatges hi vivien persones soles el 18,4% de les quals corresponia a persones de 65 anys o més que vivien soles. El nombre mitjà de persones vivint en cada habitatge era de 2,48 i el nombre mitjà de persones que vivien en cada família era de 3,07.
Per edats la població es repartia de la següent manera: un 28,3% tenia menys de 18 anys, un 4,1% entre 18 i 24, un 25,8% entre 25 i 44, un 20,1% de 45 a 60 i un 21,6% 65 anys o més.
L'edat mediana era de 40 anys. Per cada 100 dones de 18 o més anys hi havia 92,1 homes.
La renda mediana per habitatge era de 40.139 $ i la renda mediana per família de 46.250 $. Els homes tenien una renda mediana de 28.182 $ mentre que les dones 19.605 $. La renda per capita de la població era de 15.951 $. Aproximadament el 3,2% de les famílies i el 8% de la població estaven per davall del llindar de pobresa.

## Poblacions més properes
El següent diagrama mostra les poblacions més properes.